# Man Lok Leung
Man Lok Leung (Chinees: 梁文洛) (Hongkong, 29 maart 1999) is een Hongkongse darter die toernooien van de Professional Darts Corporation en World Darts Federation speelt.

## Carrière
Leung nam in 2017 deel aan het PDC World Youth Championship, het wereldkampioenschap voor spelers tussen de 16 en 24 jaar. Rhys Hayden schakelde hem in de eerste ronde uit. In 2020 nam de Hongkonger opnieuw deel. Na de groepsfase te hebben overleefd, werd hij in de ronde van de laatste 32 spelers uitgeschakeld door Jaikob Selby-Rivas.
Op de World Cup of Darts 2021 kwam Leung samen met Kai Fan Leung uit voor hun thuisland. In de eerste ronde kwamen ze in instantie op een voorsprong van 4-3 tegen het Noord-Ierse koppel. Echter, Daryl Gurney en Brendan Dolan wisten alsnog te winnen.
Toen Leung in 2022 opnieuw deelnam aan het PDC World Youth Championship, ging hij langs Joshua Richardson en Craig Galliano in de groepsronde. Daarna versloeg hij de Nederlanders Niels Zonneveld en Owen Roelofs voor een plek in de kwartfinale, waarin Nathan Girvan te sterk was.

### 2023
In januari maakte Leung zijn opwachting op de World Series of Darts. Tijdens de Bahrain Darts Masters was hij echter niet opgewassen tegen Luke Humphries, die met een uitslag van 6-3 won in de eerste ronde. Aanvankelijk had Leung een voorsprong van 3-1.
Op 11 maart ging de darter voorbij aan Lourence Ilagan in de finale van Asian Tour 1. Later die maand, op 26 maart, won Leung ook Asian Tour 6. Tomoya Goto was zijn tegenstander in die finale.
Tijdens de World Cup of Darts in juni kwam Leung opnieuw uit voor Hongkong. Ditmaal vormde hij een koppel met Lee Lok Yin. Zowel het Duitse duo, bestaande uit Gabriel Clemens en Martin Schindler, als het Japanse duo, gevormd door Jun Matsuda en Tomoya Goto, werd in de groepsfase niet geklopt.
In juli schreef Leung Asian Tour 20 op zijn naam. Paolo Nebrida moest er in de finale aan geloven.
Bij de WDF won hij in oktober het Jahor Open en Malaysian Open, waarbij hij respectievelijk de Filipino's Noel Malicdem en Bobby Geba-Jr versloeg.
In december maakte Leung zijn debuut op het PDC World Darts Championship. In de eerste ronde versloeg hij Gian van Veen, waarbij hij elf maximale scores van 180 gooide. Gabriel Clemens zorgde in de tweede ronde voor Leungs uitschakeling.

### 2024
In juni zegevierde Leung op Asian Tour 15, waarbij hij in de finale Sandro Eric Sosing passeerde.
Leung kwam op de World Cup of Darts uit voor Hongkong, samen met Lee Lok Yin. In de groepsfase won het duo van de spelers uit Japan, maar het tweetal uit Australië was daarin te sterk.
In augustus won Leung Asian Tour 16. In de finale ging hij langs Lourence Ilagan.

### 2025
Door in april de Japanner Ryusei Azemoto te verslaan in de finale van Asian Tour 7, schreef Leung dit toernooi op zijn naam. In mei haalde de Hongkonger ook de finale van Asian Tour 13, maar daarin was Motomu Sakai uit Japan te sterk. Een dag later won Leung Asian Tour 15, waarbij hij de Japanner Yuta Hayashi passeerde in de finale.
Samen met Lok Yin Lee kwam Leung op de World Cup of Darts uit voor Hongkong. Het koppel won in de groepsfase van de duo's uit de Verenigde Staten en Bahrein. De Hongkongers bereikten de knock-outfase, waarin ze de spelers uit Zweden passeerden om de kwartfinale te bereiken. Daarin waren de mannen uit Wales te sterk.

## Resultaten op wereldkampioenschappen

### PDC World Youth Championship
- 2017: Laatste 64 (verloren van Rhys Hayden met 2-6)[4]
- 2020: Laatste 32 (verloren van Jaikob Selby-Rivas met 5-6)[5]
- 2022: Kwartfinale (verloren van Nathan Girvan met 0-6)[8]

### PDC
- 2024: Laatste 64 (verloren van Gabriel Clemens met 1-3)[21]

### WDF

#### World Cup
- 2019: Laatste 256 (verloren van Nathan Le Bailly met 2-4)